# Spondias tefyi
Spondias tefyi är en sumakväxtart som beskrevs av J.D.Mitch., Daly & Randrian.. Spondias tefyi ingår i släktet Spondias och familjen sumakväxter. Inga underarter finns listade i Catalogue of Life.